# Упыри (деревня)
Упыри — деревня в Оленинском районе Тверской области, входит в состав Глазковского сельского поселения.
Население по переписи 2002 года — 16 человек, 7 мужчин, 9 женщин. В это время деревня относилась к Никулинскому сельскому округу.
| 2010 |
| ---- |
| 14   |

В 3 км к юго-востоку находится ж/д станция Московского отделения Октябрьской железной дороги Чертолино.
Северней деревни проходит Федеральная автомобильная дорога М9 «Балтия» (Новорижское шоссе).
Ближайшие населённые пункты: деревни Тарасово, Тушино, Змины, Барыгино (две последние — Ржевский район).